# Ешли Тисдејл
Ешли Мишел Тисдејл (енгл. Ashley Michelle Tisdale; Округ Монмут, Њу Џерзи, 2. јул 1985) америчка је глумица, певачица, продуцент и модел. Најпознатија је по улози Шарпеј Еванс у Дизнијевим филмовима Средњошколски мјузикл.

## Каријера

### Почеци
Ешли Тисдејл каријеру је започела у позоришним мјузиклима као што су Ени и Јадници. Њене прве улоге на телевизији биле су епизодне улоге у телевизијским серијама Беверли Хилс, 90210, Седмо небо, Чари итд.

### 2005—2006:Средњошколски мјузикл
Године 2005., Тисдејл је глумила Меди Фицпазтик у телевизијској серији The Suite Life of Zack & Cody. Након што је та серија постала популарна, Тисдејл је постала стална глумица и водитељка на Дизни телевизијском каналу, и позајмила је глас за филм Whisper of the Heart.
Тисдејл је тумачила лик Шарепј Еванс у филму канала Дизни Средњошколски мјузикл. Тисдејл је заправо требало да игра Габријелу Монтез, али је ту улогу добила Ванеса Хадџинс, а Тисдејл је добила улогу Шарпеј. Њена улога у Средњошколском мјузиклу захтевала је од ње да отпева неколико песама. Песме у којима она учествује на албуму из филма су "What I've Been Looking For", "Bop to the Top" и "We're All in This Together". Све три су постигле успех на Билборд музичкој листи. Тисдејл је постала први женски извођач икада која је дебитовала са два сингла истовремено на Билборд листи, са "What I've Been Looking For" и "Bop to the Top".
У јуну 2006, Тисдејл је потписала уговор за први албум са издавачком кућом Warner Bros. Пре него што је објавила свој први албум, издала је сингл "Last Christmas", што је био њен први синг заједно са кућом Warner Bros. На јесен 2006, Тисдејл је учествовала на светској турнеји са екипом филма Средњошколски мјузикл, на ком је извела песме из филма, као и три сингла са свог албума.

## Приватни живот и медијска слика
Дана 30. новембра 2007. године, Ешли Тисдејл имала је хируршку интервенцију на носу. Како је Тисдејл рекла, ово није била пластична операција, већ је то урадила из здравствених разлога, због отежаног дисања.
У јануару 2007. године, читаоци часописа Blender изгласали су Ешли Тисдејл за другу најсексепилнију поп/R&B певачицу. 2008. је, такође, заузела 10. место на листи најсексепилнијих жена мушког магазина Максим. Такође, Форбес ју је поставио на 94. место 100 најутицајнијих и најбогатијих људи у 2008. години.
Ешли Тисдејл је у јуну 2007. године потврдила да се од марта те године забавља са плесачем Џередом Муриљом. Њих двоје су се упознали на снимању филма Средњошколски мјузикл.

## Филмографија

### Филмови
| Година | Наслов                             | Улога          | Белешке                   |
| ------ | ---------------------------------- | -------------- | ------------------------- |
| 1998   |                                    | Скаут          | Позајмљен глас            |
| 2001   |                                    | Ким            | Епизодна улога            |
| 2001   | Стефани                            |                |                           |
| 2006   | High School Musical                | Шарпеј Еванс   | Телевизијски филм (Дизни) |
| 2006   |                                    | Јуко Харада    | Позајмљен глас            |
| 2006   |                                    | Меди Фицпартик | Телевизијски филм         |
| 2007   | High School Musical 2              | Шарпеј Еванс   | Телевизијски филм (Дизни) |
| 2007   |                                    | Ешли Тисдејл   | DVD                       |
| 2007   |                                    | Ешли Тисдејл   | DVD                       |
| 2008   |                                    | Менди Гилберт  | Телевизијски филм, DVD    |
| 2008   | High School Musical 3: Senior Year | Шарпеј Еванс   | Биоскопски филм           |
| 2009   |                                    | Бетани Пирсон  |                           |
| 2013   |                                    | Џоди Сандерс   |                           |

### Телевизија
| Година        | Наслов | Улога          | Белешке         |
| ------------- | ------ | -------------- | --------------- |
| 2005—2008     |        | Меди Фицпатрик | Главна улога    |
| 2007—тренутно |        | Кенденс Флин   | Позајмљује глас |

### Видеографија
| Спот                  | Година | Режисер   |
| --------------------- | ------ | --------- |
| Kiss the Girl         | 2006.  | -         |
| He Said She Said      | 2007.  | Скот Спир |
| Not Like That         | 2007.  | Скот Спир |
| Suddenly              | 2007.  | Скот Спир |
| It's Alright, It's OK | 2009.  | Скот Спир |
| Crank It Up           | 2009.  | Скот Спир |
| Voices in My Head     | 2018.  | -         |
| Love Me & Let Me Go   | 2019.  | -         |

## Дискографија
| - 2007: - 2009: - 2007: - 2006 — 2007: - 2007: | - 2006: High School Musical - 2007: High School Musical 2 - 2008: High School Musical 3: Senior Year |

## Награде и номинације
| Година | Награда                  | Категорија                                                                | Пројекат   | Награђена/номинована |
| ------ | ------------------------ | ------------------------------------------------------------------------- | ---------- | -------------------- |
| 2001   | Награде младих уметника  | Најбоља глумица у телевизијској серији (комедија), најбоља епизодна улога |            | Номинована           |
| 2007   |                          | Најбоља телевизијска глумица                                              |            | Награђена            |
| 2007   | Награде                  | Инострана нова певачица                                                   |            | Номинована           |
| 2008   | Џетикс награде (Немачка) | Најбоља певачица                                                          | Номинована |                      |
| 2008   |                          | Омиљена инострана телевизијска звезда                                     |            | Номинована           |